# Georg Bart
Georg Bart (auch Barth, * in Osnabrück; † 20. September 1595 in Lübeck) war ein evangelischer Theologe und Kirchenliedautor.

## Leben
Bart war zuerst Prediger in Osnabrück. Er hielt sich einige Zeit in Wittenberg auf und kam mit Hermann Bonnus, mit dem er eng befreundet war, als Diakon an die Marienkirche in Lübeck. 1557 wechselte er an die Ägidienkirche. Nach dem Tod von Peter Christian von Friemersheim wurde er 1574 zugleich Senior des Lübecker Geistlichen Ministeriums.
Er schrieb 1552 einen Dialogus von Unsterblichkeit der Seelen, den er Christian II. von Dänemark widmete. Im selben Jahr ergriff er mit der Schrift Gründlike Declaration up Osiandri Boock van der Justification gegen Andreas Osiander Partei im Osiandrischen Streit.
Mit Ein schön geistlich Psalmboeck der evangelischen Historien, so up de Söndage und Feste in der Kercken Christi gepredigt werden, mit gewönlicken Melodien undhe gar richtigen Summarien, zu dem David Chytraeus ein Vorwort beisteuerte, begegnet er uns 1578 als Kirchenliedautor.